# Retablo del maestro de Calzada (Torremormojón)

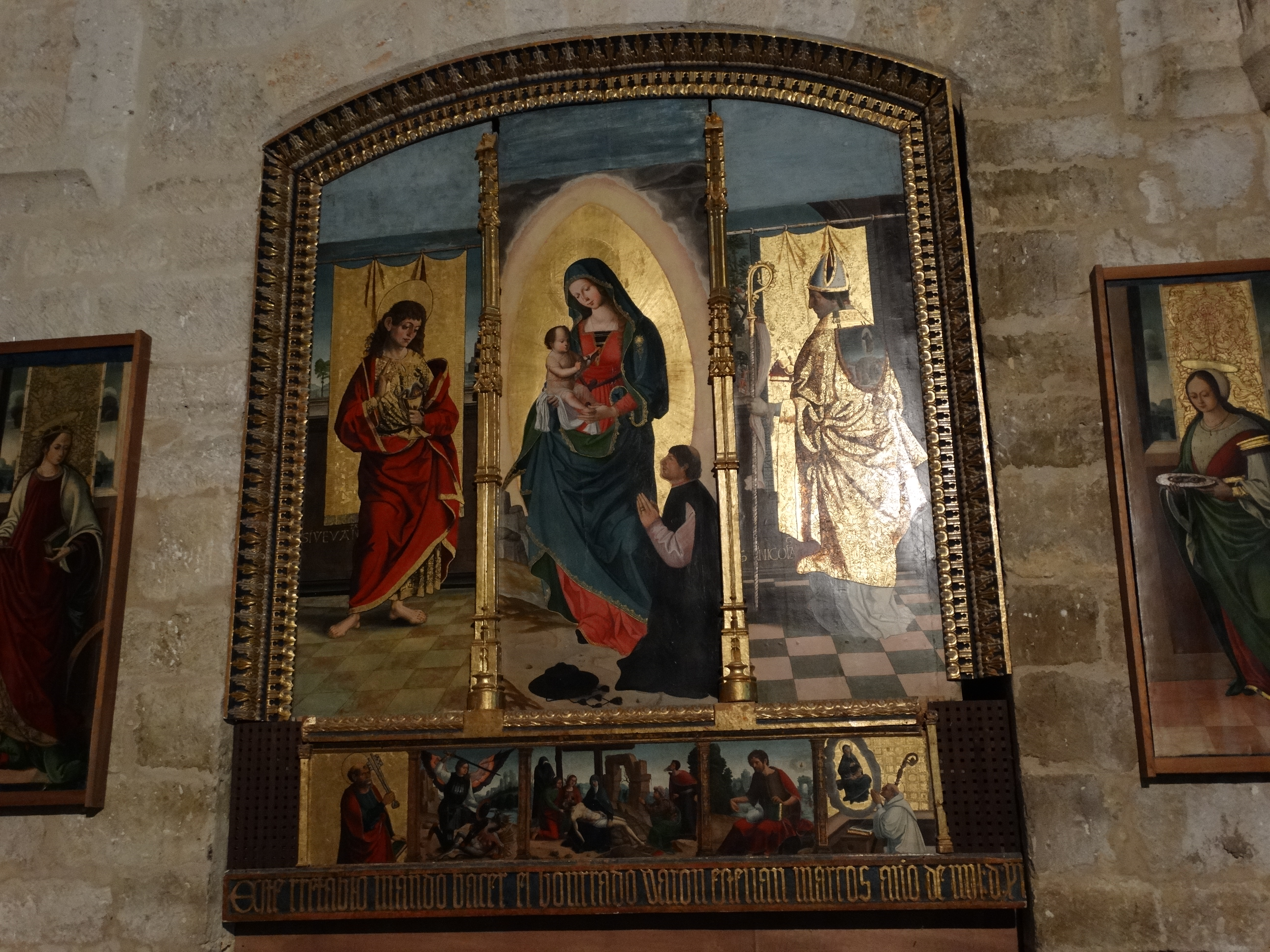
Retablo del maestro de Calzada en la iglesia de Torremormojón

El retablo del maestro de Calzada es un pequeño retablo español de autoría y datación inciertas —probablemente de principios del XVI—, que se conserva en la castellana iglesia de Santa María del Castillo de Torremormojón, en la provincia de Palencia. Es una pintura de óleo sobre tabla, de autor anónimo aunque desde comienzos del siglo XX se le viene atribuyendo al maestro de Calzada. Está situado a los pies de la iglesia, en el muro norte, en un hueco de arco rebajado. Fue un encargo de Esteban Marcos, el donante, que se ve arrodillado ante la Virgen con vestimenta clerical.

## Descripción

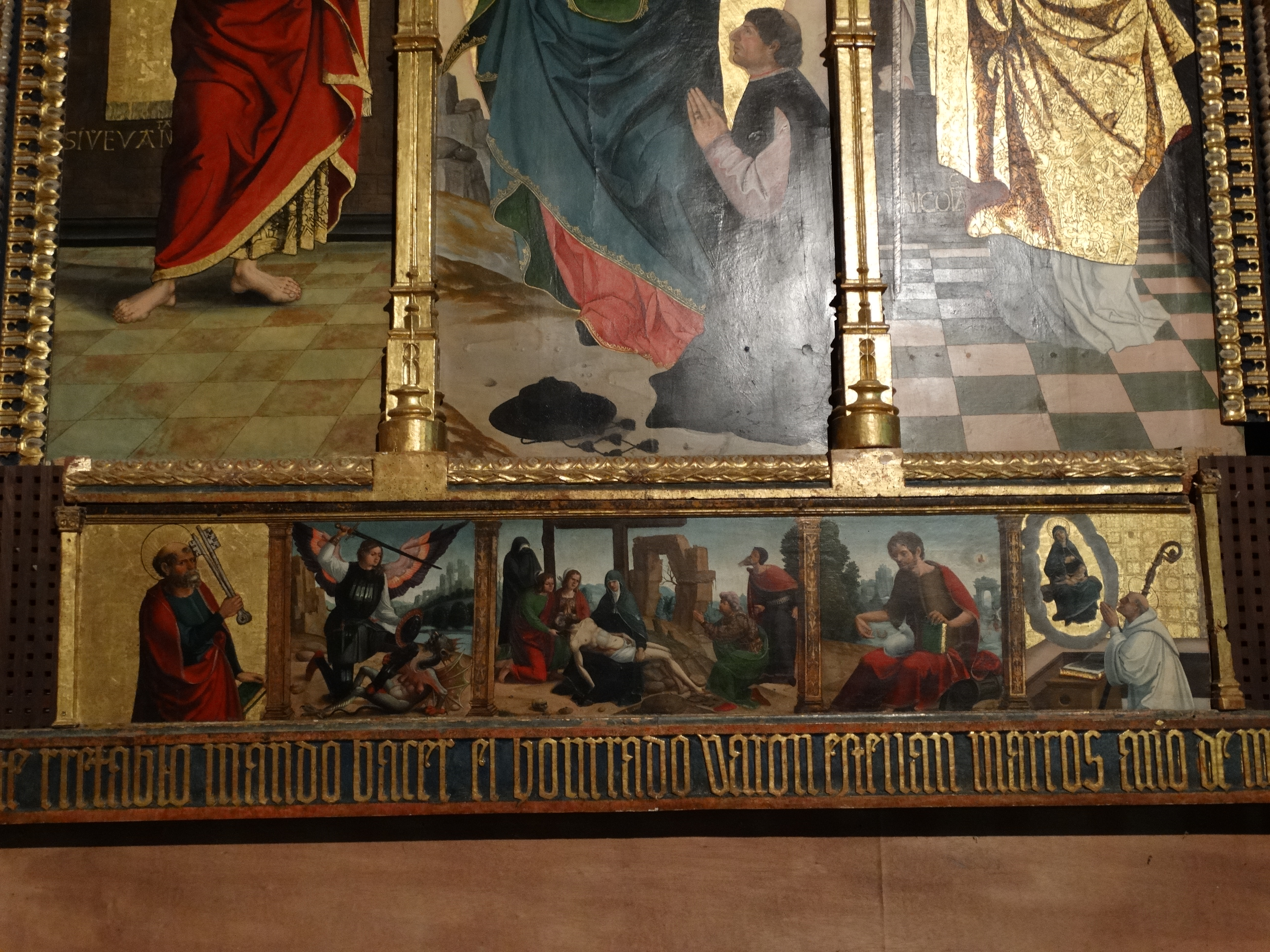
Predela del retablo

El retablo está compuesto por una predela y un cuerpo dividido en tres calles separadas por columnillas góticas muy finas; en cada calle hay una pintura sobre tabla. Está enmarcado con moldura clásica, propia de un estilo de los años 1500, mezcla de elementos mudéjares —los arquillos lobulados— y renacentistas —las hojas y ovas—. Aunque este marco se hubo de hacer especialmente para adaptarlo al hueco de destino, su encaje está forzado y el borde de la derecha está recortado casi un centímetro.
La predela o banco puede que sea obra de otro pintor. En el centro hay una escena de La Piedad con fondo de paisaje y los acompañantes son san Pedro —con fondo dorado—, san Miguel —con fondo de paisaje—, san Juan Bautista —con fondo de paisaje— y en la esquina san Bernardo y la visión de la Virgen inscrita en una mandorla. En la propia predela hay una inscripción en letras góticas:

este retablo mando hacer el honrado varon esteban marcos año MDXI

En la tabla central se representa la Virgen de pie con el niño sentado sobre su mano derecha y ambos enmarcados por una mandorla dorada. La pintura muestra un delicado italianismo que evoca al Pinturicchio. A la izquierda de la Virgen está representado el donante Esteban Marcos, arrodillado, con vestimenta clerical.
La tabla de la izquierda del espectador representa a san Juan Evangelista y la de la derecha a san Nicolás, casi de espaldas, de manera que puede verse representado sobre el dorso el tema de La Ascensión, aprovechando para su ejecución la capucha de la casulla. Los nombres de estas figuras se ven al pie del cortinaje dorado que cuelga como fondo de cada uno.

Detalle de las tres tablas
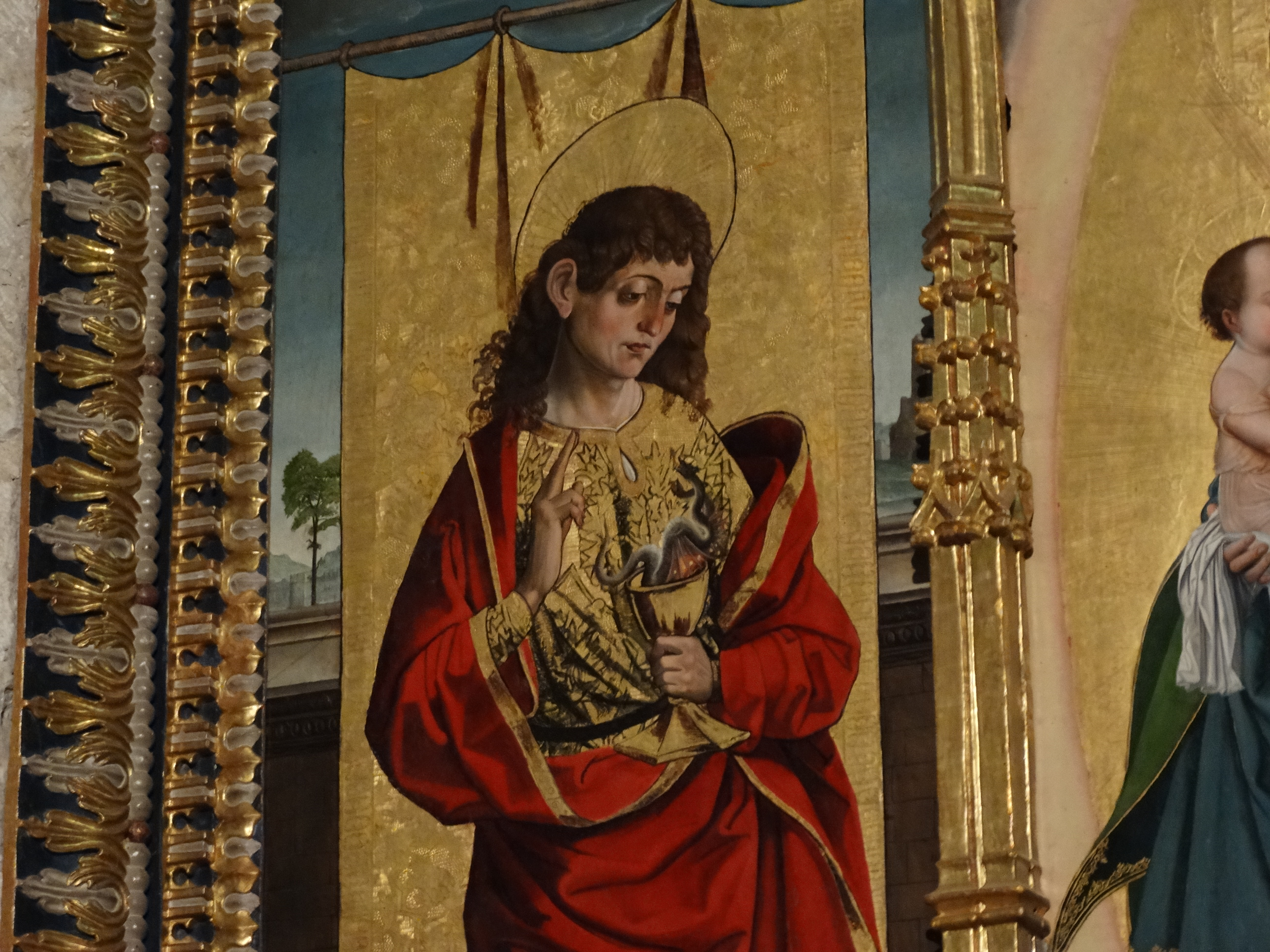
Detalle de san Juan Evangelista
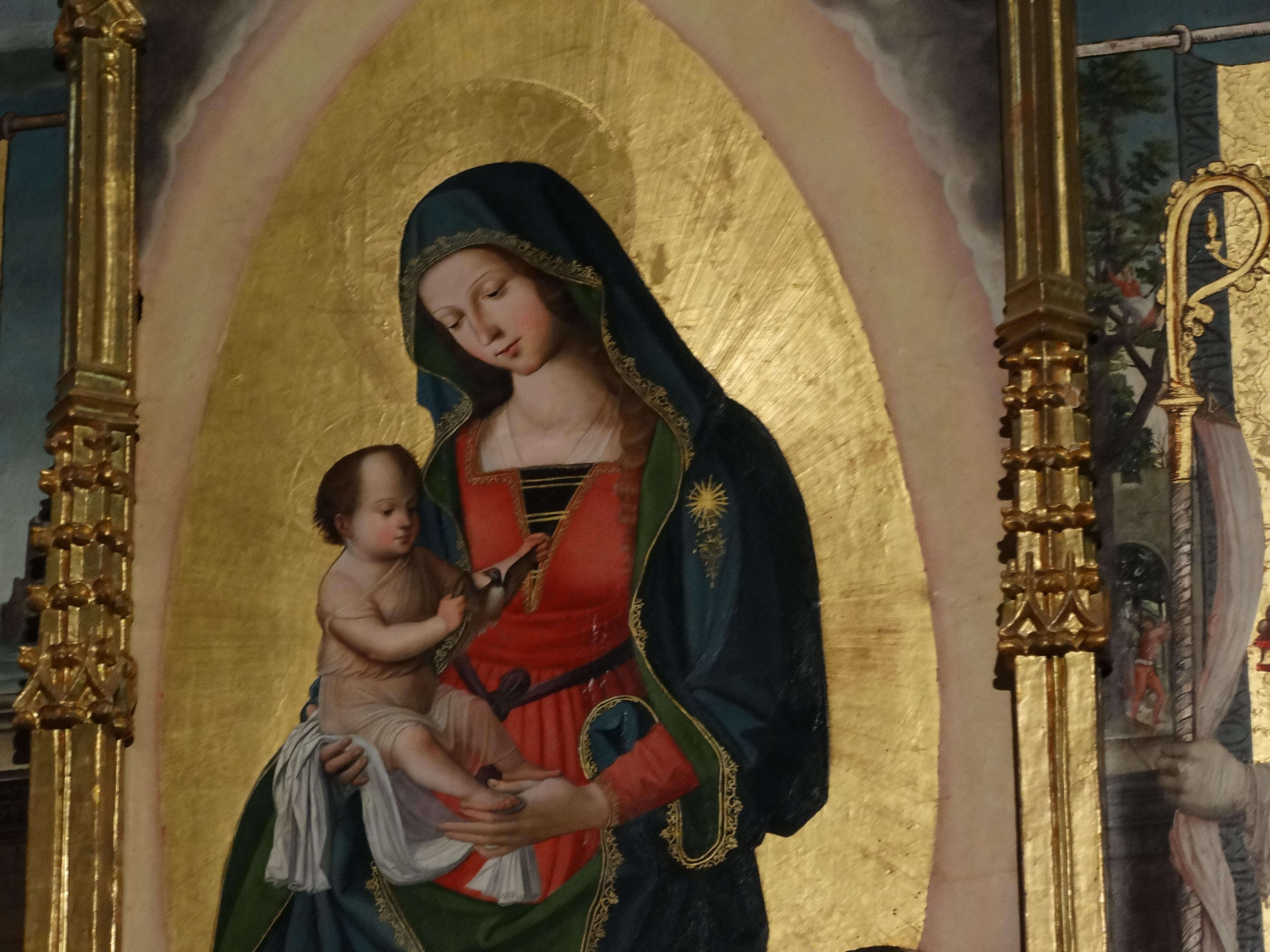
Detalle de la Virgen con el Niño
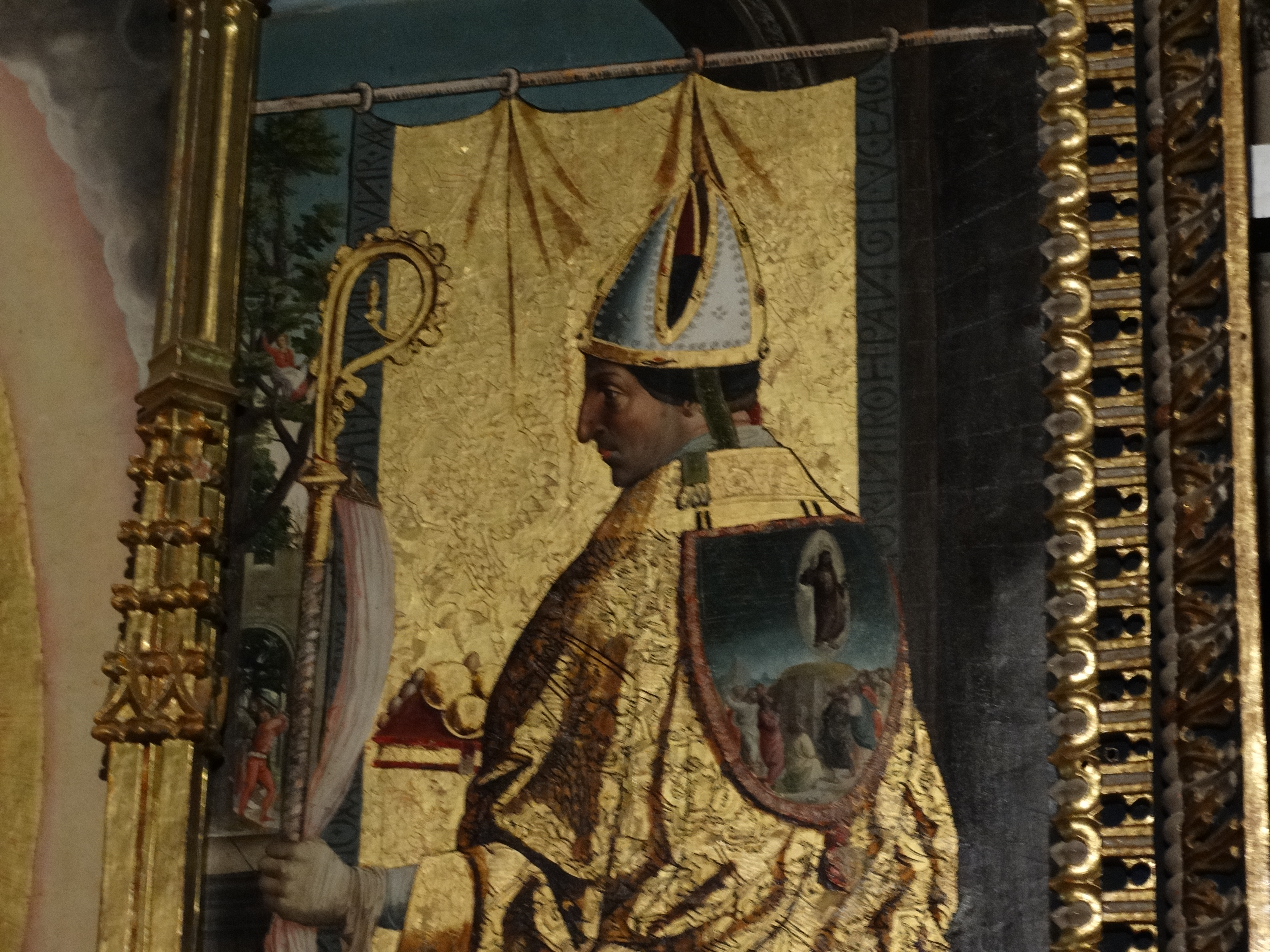
Detalle de san Nicolás con la escena de La Ascensión en la casulla

A ambos lados de este retablo, en la misma pared hay dos tablas sueltas, enmarcadas que representan a santa Catalina y a santa Lucía. Se desconoce su procedencia aunque se baraja la posibilidad de que pertenecieran a este mismo retablo o a otro parecido ejecutado en la misma fecha. El historiador Post atribuye las dos piezas al maestro de Calzada, comparando su estilo con otras obras conocidas y catalogadas.

Las dos tablas sueltas
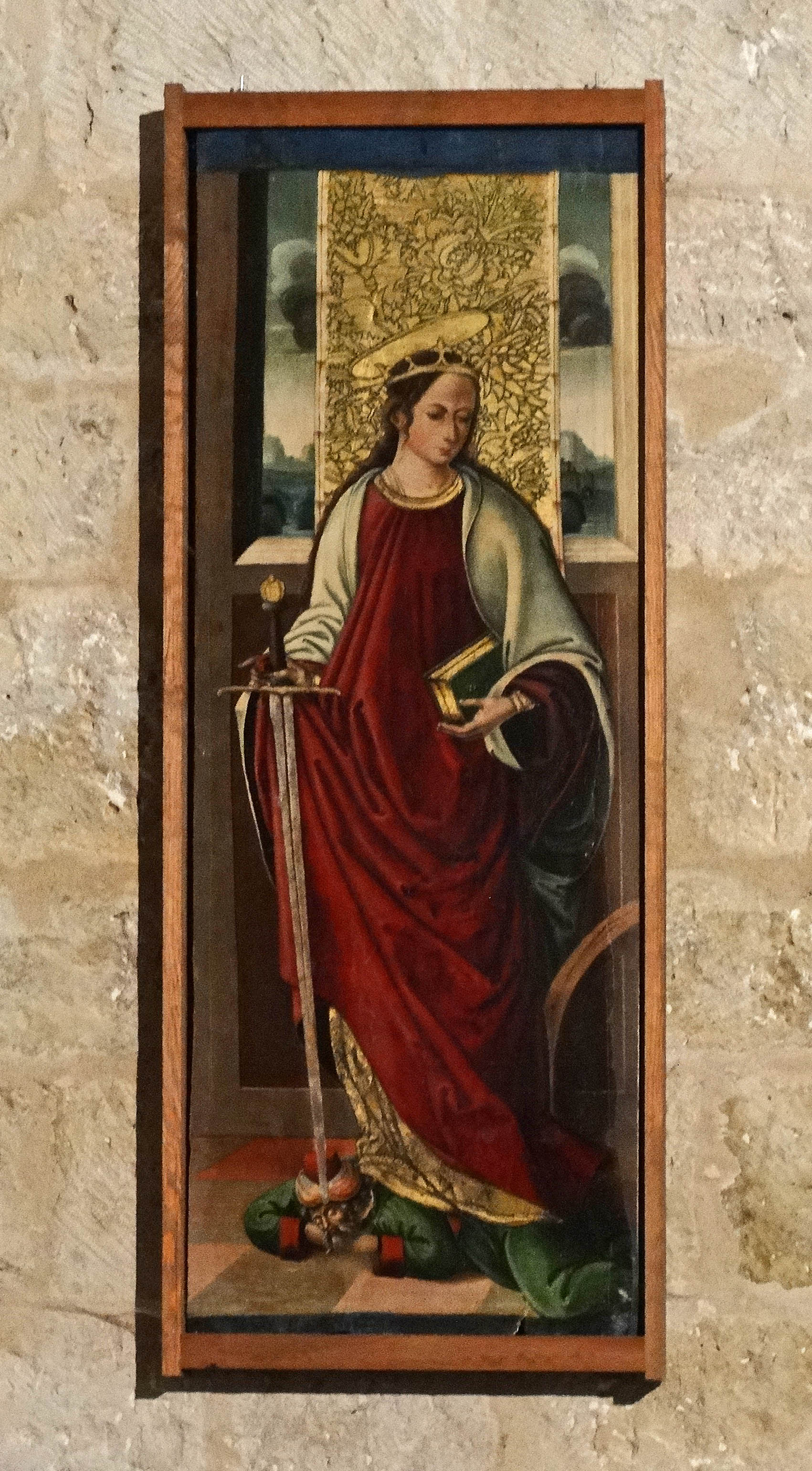
Santa Catalina
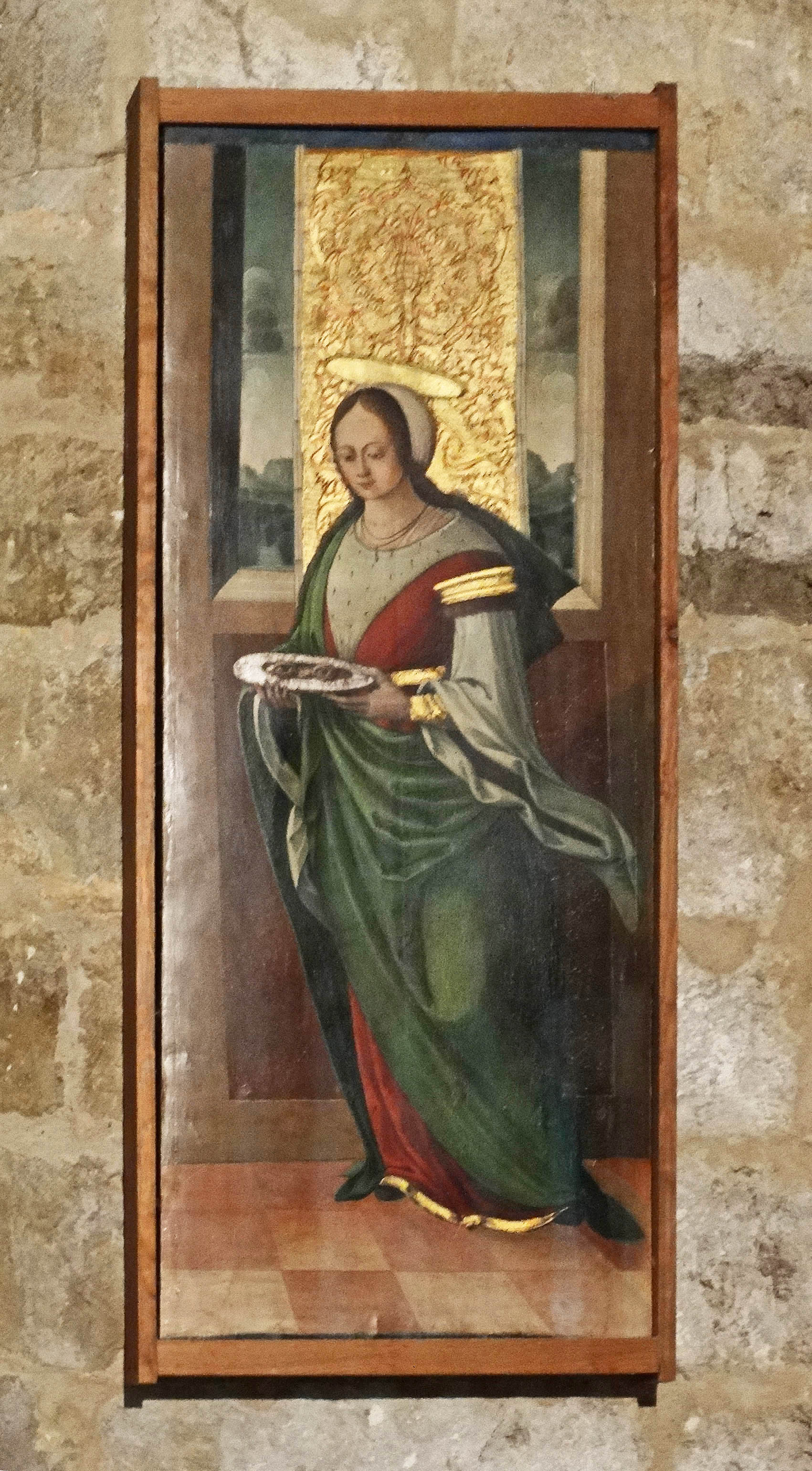
Santa Lucía

## Atribución de la obra

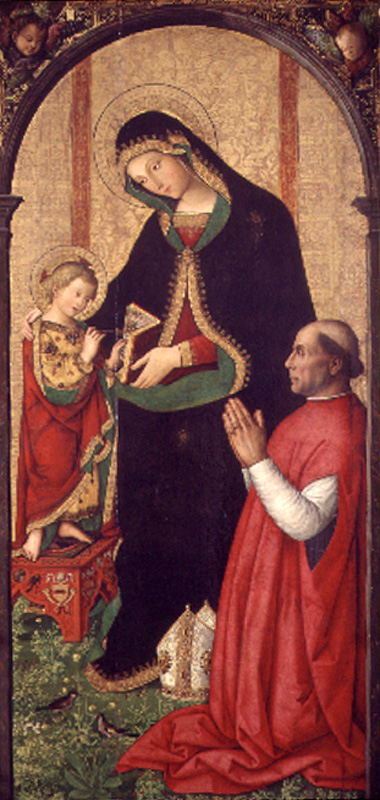
Francisco de Borja como donante en una obra del Pinturicchio, obra con la que se ha comparado por la similar posición de Esteban Marcos, donante de Torremormojón.

Esta obra fue estudiada extensamente por el historiador de arte e hispanista estadounidense Chandler R. Post (1881–1959) en su obra A History of Spanish Painting [Una historia de la pintura española]. Realizó diversos análisis, desde sus comienzos en 1930 hasta su culminación en 1953. Según sus estudios y comparaciones con otras obras, incluso con otras obras autentificadas del maestro de Calzada, este retablo tiene algunas características que se acercan al modo de trabajar de ese pintor. Sin embargo el propio Post no hizo unas afirmaciones definitivas sobre la plena autoría y apuntó coincidencias con otros autores anteriores al analizar el empleo de los fondos dorados en lugar de paisaje.
Post señaló un cierto parecido con el maestro de Becerril y, en el caso de la figura de san Nicolás, con el maestro de Cueza. Hizo incluso comparaciones con un cuadro del pintor cuatrocentista italiano Pinturicchio (1454-1513) que se conserva en el Museo de Bellas Artes de Valencia. El donante se halla en la misma actitud en los dos cuadros. También el profesor Camón Aznar constató esta coincidencia y similitud.
En la década de los años 1990 hubo nuevos debates en los que la profesora Pilar Silva Maroto expuso recientes estudios realizados sobre la Pintura hispanoflamenca castellana: Burgos y Palencia, una obra editada en tres volúmenes (Valladolid 1990). El retablo sigue con el nombre de Retablo del maestro de Calzada a la espera de que nuevas aportaciones le testifiquen con más documentación fidedigna.